# Fukaya Yuki
Yuki Fukaya (sinh ngày 1 tháng 8 năm 1982) là một cầu thủ bóng đá người Nhật Bản.

## Sự nghiệp câu lạc bộ
Yuki Fukaya đã từng chơi cho Oita Trinita, Omiya Ardija, FC Gifu và Ehime FC.